# Saguinus imperator subgrisescens
Saguinus imperator subgrisescens é uma subespécie do sagui-imperador. Possui uma barba, além dos pelos que formam o bigode e o ventre mais cinzento que de Saguinus imperator imperator. Ocorre no sudoeste do Amazonas, a leste do rio Juruá até os rios Jurupari e alto Pauiní; no Peru, a oeste dos rios Urubamba e Inuya; e na Bolívia, ao sul do rio Tahuamanú.